# Riza Durmisi
Riza Durmisi, né le 8 janvier 1994 à Copenhague, est un footballeur international danois d'origine albanaise. Il évolue au poste d'arrière gauche.

## Biographie

### En club
Avec le Brøndby IF, il inscrit son premier but dans le championnat du Danemark le 10 novembre 2013, à l'occasion de la réception de l'AGF Århus (victoire 3-0). Par la suite, le 9 mars 2014, il inscrit son premier doublé en Superliga, lors de la réception du FC Nordsjælland (victoire 4-1). Il termine sur le podium du championnat en 2015, puis atteint avec Brondy les demi-finales de la Coupe du Danemark en 2016.
Durmisi quitte Brøndby lors de l'été 2016 pour s'engager avec le club espagnol du Betis Seville, en échange d'une indemnité de deux millions d'euros. Avec le Betis, il inscrit un but en première division espagnole lors de la saison 2016-2017. Ce but intervient le 25 février 2017, lors de la 24e jounée, à l'occasion de la réception du grand club rival, le FC Séville (défaite 1-2). La saison suivante, il marque deux buts dans ce même championnat : il marque à nouveau contre le FC Séville lors de la 18e journée (victoire 3-5), puis contre le Malaga CF lors de  la 35e journée (victoire 2-1).
Riza Durmisi quitte le Betis Séville après deux années en Andalousie, pour signer un contrat de cinq ans en faveur de la SS Lazio le 22 juin 2018, et en échange d'une indemnité de 6,5 millions d'euros. Avec la Lazio, il atteint les seizièmes de finale de la Ligue Europa en 2019, en étant battu par le club du FC Séville.
En janvier 2019, il est sur le point de rejoindre le Celta Vigo, en prêt avec option d'achat. Toutefois, le prêt ne se concrétisera pas.

### En équipe nationale
Avec les moins de 17 ans, il participe au championnat d'Europe des moins de 17 ans en 2011. Lors de cette compétition organisée en Serbie, il joue quatre matchs. Le Danemark s'incline en demi-finale face à l'Allemagne. Il participe ensuite quelques mois plus tard à la Coupe du monde des moins de 17 ans qui se déroule au Mexique. Lors du mondial junior, il joue deux rencontres, contre le Brésil et la Côte d'Ivoire, avec pour résultats deux défaites.
Avec les espoirs, il inscrit un but contre la Bulgarie en septembre 2014, lors des éliminatoires de l'Euro espoirs 2015. Il participe ensuite à la phase finale du championnat d'Europe organisé en République tchèque. Lors de cette compétition, il ne joue qu'un seul match, contre la Serbie. Il se met tout de même en évidence en délivrant une passe décisive lors de cette rencontre. Le Danemark s'incline en quart de finale face à la Suède.
Il reçoit sa première sélection en équipe du Danemark le 8 juin 2015, en amical contre le Monténégro. Il entre sur le terrain à la 73e minute de jeu, en remplacement de son coéquipier Simon Poulsen (victoire 2-1). Par la suite, le 4 septembre de la même année, il est pour la première fois titularisé avec le Danemark, lors d'une rencontre face à l'Albanie. Ce match nul et vierge rentre dans le cadre des éliminatoires de l'Euro 2016.
Le 17 novembre 2015, il délivre sa première passe décisive avec le Danemark, lors d'un match contre la Suède comptant pour les éliminatoires de l'Euro. Les deux équipes se neutralisent (2-2). Par la suite, le 31 août 2016, il délivre une deuxième passe décisive, en amical contre le Liechtenstein. Les Danois s'imposent sur le large score de 5-0. Le 11 novembre 2016, il est l'auteur de sa troisième passe décisive, contre le Kazakhstan. Ce match gagné 4-1 rentre dans le cadre des éliminatoires du mondial 2018.

## Statistiques
| Saison                | Club                  | Championnat           | Championnat | Championnat | Coupe(s) nationale(s) | Coupe(s) nationale(s) | Supercoupe | Supercoupe | Compétition(s) continentale(s) | Compétition(s) continentale(s) | Compétition(s) continentale(s) | Total | Total |
| Saison                | Club                  | Division              | M.          | B.          | M.                    | B.                    | M.         | B.         | Comp.                          | M.                             | B.                             | M.    | B.    |
| 2012-2013             | Brøndby IF            | Superliga             | 4           | 0           | -                     | -                     | -          | -          | -                              | -                              | -                              | 4     | 0     |
| 2013-2014             | Brøndby IF            | Superliga             | 32          | 3           | 1                     | 0                     | -          | -          | -                              | -                              | -                              | 33    | 3     |
| 2014-2015             | Brøndby IF            | Superliga             | 28          | 3           | -                     | -                     | -          | -          | C3                             | 2                              | 0                              | 30    | 3     |
| 2015-2016             | Brøndby IF            | Superliga             | 29          | 1           | 4                     | 0                     | -          | -          | C3                             | 7                              | 0                              | 40    | 1     |
| Sous-total            | Sous-total            | Sous-total            | 93          | 7           | 5                     | 0                     | -          | -          | -                              | 9                              | 0                              | 107   | 7     |
| 2016-2017             | Betis Séville         | Liga                  | 27          | 1           | 2                     | 0                     | -          | -          | -                              | -                              | -                              | 29    | 1     |
| 2017-2018             | Betis Séville         | Liga                  | 24          | 2           | 1                     | 0-                    | -          | -          | -                              | -                              | -                              | 25    | 2     |
| Sous-total            | Sous-total            | Sous-total            | 51          | 3           | 3                     | 0                     | -          | -          | -                              | -                              | -                              | 54    | 3     |
| 2018-2019             | SS Lazio              | Serie A               | 10          | 0           | 2                     | 0                     | -          | -          | C3                             | 7                              | 0                              | 19    | 0     |
| Sous-total            | Sous-total            | Sous-total            | 10          | 0           | 2                     | 0                     | -          | -          | -                              | 7                              | 0                              | 19    | 0     |
| Total sur la carrière | Total sur la carrière | Total sur la carrière | 151         | 10          | 10                    | 0                     | -          | -          | -                              | 16                             | 0                              | 177   | 10    |

## Palmarès
|  |  | SS Lazio - Coupe d'Italie - Vainqueur : 2019 |